# لويس فرناندو كروز
لويس فرناندو كروز (بالإسبانية: Luis Fernando Cruz)‏ (16 يناير 1997 بمونتيري في المكسيك - ) هو لاعب كرة قدم مكسيكي في مركز الهجوم.

## وصلات خارجية
- لويس فرناندو كروز على موقع قاعدة بيانات كرة القدم.إي يو (الإنجليزية)
- لويس فرناندو كروز على موقع AS.com (الإسبانية)